# Ophthalmolampis torosa
Ophthalmolampis torosa är en insektsart som beskrevs av Marius Descamps 1978. Ophthalmolampis torosa ingår i släktet Ophthalmolampis och familjen Romaleidae. Inga underarter finns listade i Catalogue of Life.